# Sítio arqueológico de Vale Pincel
O Sítio arqueológico de Vale Pincel corresponde a dois habitats do período Neolítico, situados na área do Porto de Sines, na região do Alentejo, em Portugal.

## Descrição
É composto por dois núcleos separados, sendo ambos localizados em áreas planas, nas imediações da encosta meridional do maciço eruptivo dos Chãos de Sines. O segundo núcleo é delimitado e atravessado por três linhas de água. O primeiro tem uma área de cerca de 10 Ha, e é composto por várias estruturas divididas em grupos, incluindo estruturas de combustão formadas por fossas subcirculares ou ovaladas, pouco profundas, e fossas que receberiam os subprodutos de combustão que resultavam das lareiras. No local foram igualmente encontradas fossas para detritos, buracos para postes, e monólitos que formavam alinhamentos. Em termos de espólio, foram descobertos principalmente fragmentos de cerâmica, com decoração impressa e plástica, carvões vegetais, e muitas peças em sílex, compostas em grande parte por subprodutos de talhe, que podem testemunhar o fabrico de instrumentos. No segundo foi encontrada uma grande quantidade de fragmentos de cerâmica, incluindo pratos de bordo espessado, cerâmica mamilada, vasos globulares, e largas taças carenadas, enquanto que em termos de materiais líticos, destaca-se a presença de mós manuais e de percurtores, um dos quais poderá ter sido usado como bigorna, e uma lasca retocada em quartzo.

## História
Ambos os povoados terão sido ocupados durante a época neolítica, o primeiro nos princípios daquele período, enquanto que o segundo já nos finais, na fase de transição para o Calcolítico. Com efeito, as datações por Carbono-14 indicam que Vale Pincel 1 foi utilizada entre os segundo e terceiro quartéis do quarto milénio a.C. O conjunto de Vale Pincel foi considerado pela empresa ERA Arqueologia como «um dos mais relevantes locais com vestígios do Neolítico conhecidos na costa alentejana» tendo destacado a sua importância «no âmbito da investigação daquele período no ocidente da península Ibérica».
Ambos os sítios foram alvo de várias escavações arqueológicas, principalmente no sentido de minimizar o impacto de grandes obras sobre os vestígios antigos. O Vale Pincel 1 foi identificado em 1975, durante investigações coordenadas por C. Tavares da Silva e por J. Soares, feitas pelo Grupo de Trabalhos de Arqueologia do Gabinete da Área de Sines. Foram depois feitos ali trabalhos arqueológicos em 1986, 2000 e 2001. O segundo foi identificado no ano seguinte pelos mesmos investigadores, igualmente como parte das campanhas do Grupo de Sines, tendo depois sido alvo de trabalhos arqueológicos em 2000, 2001, 2002, 2015 e 2018. Em Setembro de 2024, a empresa ERA Arqueologia organizou uma conferência no Castelo de Sines sobre o sítio arqueológico, no âmbito das Jornadas Europeias do Património.

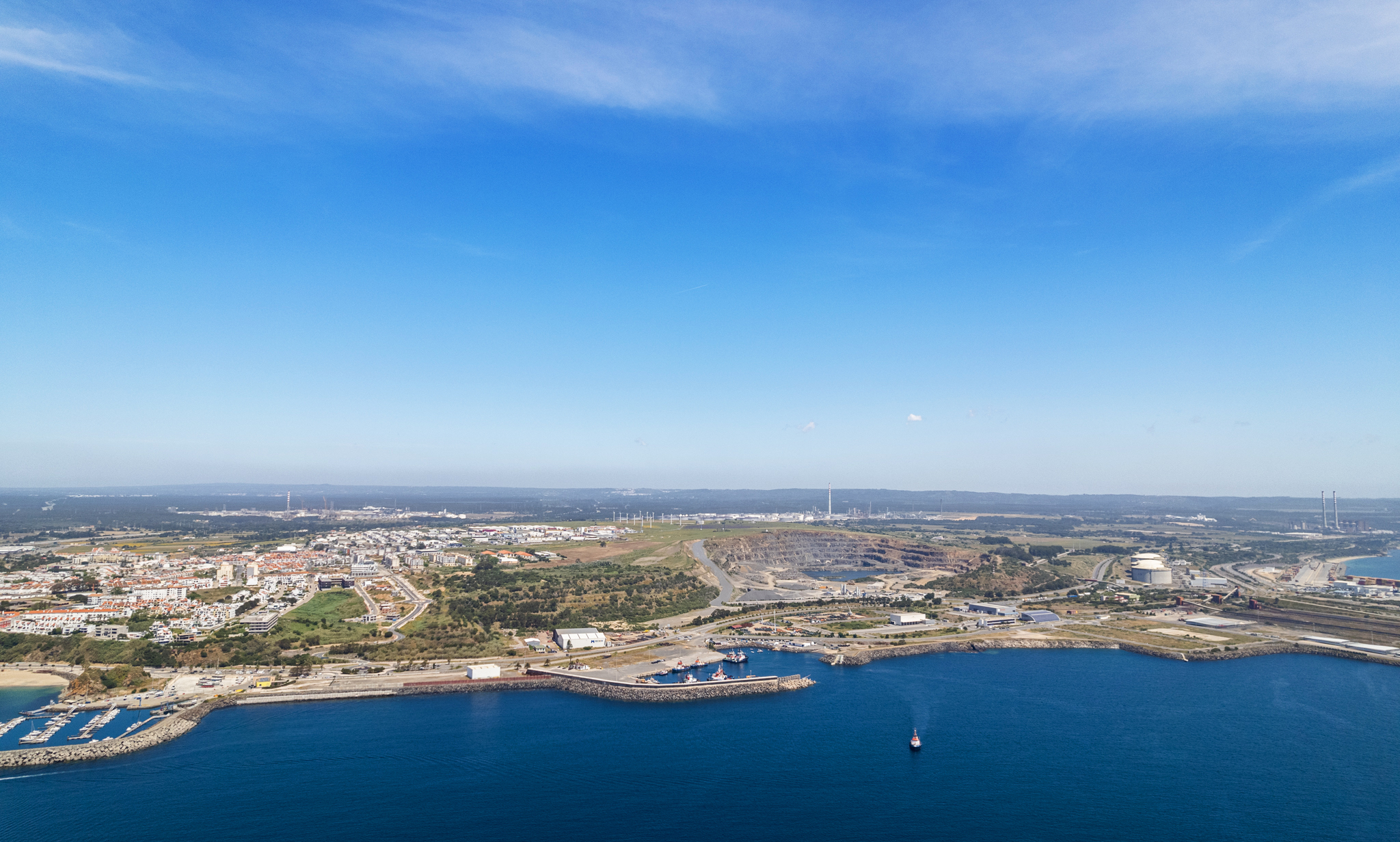
Vista geral do Porto de Sines, em 2024. Os sítios arqueológicos situam-se sensivelmente à direita das pedreiras no centro da fotografia.